# Juan Murray
Juan Antonio Murray (ur. ? – zm. ?) – argentyński piłkarz, grający podczas kariery na pozycji pomocnika.

## Kariera klubowa
Juan Murray podczas kariery występował w San Martín Athletic Buenos Aires i Quilmes.

## Kariera reprezentacyjna
W reprezentacji Argentyny Murray występował w latach 1907-1909. W reprezentacji zadebiutował 6 października 1907 w wygranym 2-1 meczu z Urugwajem, którego stawką była Copa Newton. Drugi i ostatni raz w reprezentacji Murray wystąpił 19 września 1909 w zremisowanym 2-2 meczu z Urugwajem, którego stawką była Copa Newton.
| Mecze i gole w reprezentacji | Mecze i gole w reprezentacji | Mecze i gole w reprezentacji | Mecze i gole w reprezentacji | Mecze i gole w reprezentacji | Mecze i gole w reprezentacji | Mecze i gole w reprezentacji |
| #                            | Data                         | Miasto                       | Przeciwnik                   | Gol                          | Wynik                        | Rozgrywki                    |
| ---------------------------- | ---------------------------- | ---------------------------- | ---------------------------- | ---------------------------- | ---------------------------- | ---------------------------- |
| 1.                           | 06.10.1907                   | Montevideo                   | Urugwaj                      |                              | 2:1                          | Copa Newton                  |
| 2.                           | 19.09.1909                   | Montevideo                   | Urugwaj                      |                              | 2:2                          | Copa Newton                  |